# Hořec žlutý
Hořec žlutý (Gentiana lutea) je statný druh hořce se žlutými květy, vyskytující se přirozeně v horách střední a jižní Evropy. V České republice ani na Slovensku není původní, byl však v některých pohořích vysazen. Rostlina je využívána ve farmacii, v lidovém léčitelství a při výrobě hořkých likérů.

## Popis
Hořec žlutý je statná, 50 až 110 cm vysoká vytrvalá bylina s nevětvenou přímou olistěnou lodyhou. Listy jsou nápadné, vejčitého tvaru, až 30 cm dlouhé, poněkud podobné listům kýchavice (Veratrum). Na bázi lodyhy je vyvinuta přízemní listová růžice. Lodyha je tlustá, dutá. Dolní lodyžní listy jsou krátce řapíkaté, horní jsou přisedlé. Listy mají velmi výraznou žilnatinu, tvořenou 5 až 7 souběžnými žilkami. Květenství je vrcholové, květy jsou nahloučeny v paždí 2 až 6 párů listovitých listenů. Květy jsou pětičetné, oboupohlavné. Kalich je nepravidelný, s jedním zářezem sahajícím téměř až k bázi a s krátkými cípy. Koruna je jasně žlutá, s kratičkou trubkou a asi 2 až 3 cm dlouhými úzkými cípy. Nitky tyčinek jsou přirostlé k bázi koruny. Prašníky srůstají okolo čnělky v trubičku. Semena jsou světle hnědá, asi 3 mm dlouhá.

## Výskyt
Druh se přirozeně vyskytuje v Alpách, Vogézách, Schwarzwaldu, v Pyrenejích a na Balkánském poloostrově. V Alpách se jako výrazný prvek vegetace vyskytuje na alpínských a subalpínských loukách, v západní části v nominátním poddruhu, z jihovýchodních oblastí Alp jsou uváděny poddruhy Gentiana lutea subsp. symphyandra a Gentiana lutea subsp. vardjanii.
V České republice není hořec žlutý původní, ve 20. a 30. letech 20. století byl však vysazován pro farmaceutické potřeby a pro výrobu likérů. Byl vysazen v Krkonoších, v Krušných a Orlických horách, na Šumavě a v Hrubém Jeseníku. Na některých místech se přirozeně rozmnožuje.

## Podobné rostliny
Hořec žlutý je svými žlutými květy s úzkými dlouhými korunními cípy nezaměnitelný s jiným druhem hořce. Žlutě kvete i drobnější hořec tečkovaný (Gentiana punctata), který však má zvonkovité květy s krátkými korunními cípy. V České republice roste v Hrubém Jeseníku. Nekvetoucí hořec žlutý může být zaměněn s některým druhem kýchavice (Veratrum). Lze jej odlišit mj. podle tlusté lodyhy a nasivělých listů.

## Využití
Kořen hořce žlutého obsahuje hořké glykosidy, zejména amarogentin a gentiopikrin. Z dalších látek jsou obsaženy terpeny, alkaloidy, slizy, pektiny, inulin aj. Kořen je využíván ve farmacii (oficiální droga pod názvem Radix gentianae) a v bylinném léčitelství při zažívacích poruchách. Tlumí dyspeptické projevy při poruchách funkce žlučníku, jater a slinivky. Podporuje krvetvorbu, funkce centrální nervové soustavy a dá se využít jako celkové tonikum při rekonvalescenci po těžkých chorobách. Zevně může být použit na nehojící se a zduřelé rány. Je používán též v homeopatii.
Oddenky jsou využívány k výrobě hořkých likérů. Občas je pěstován v zahradách jako okrasná rostlina.

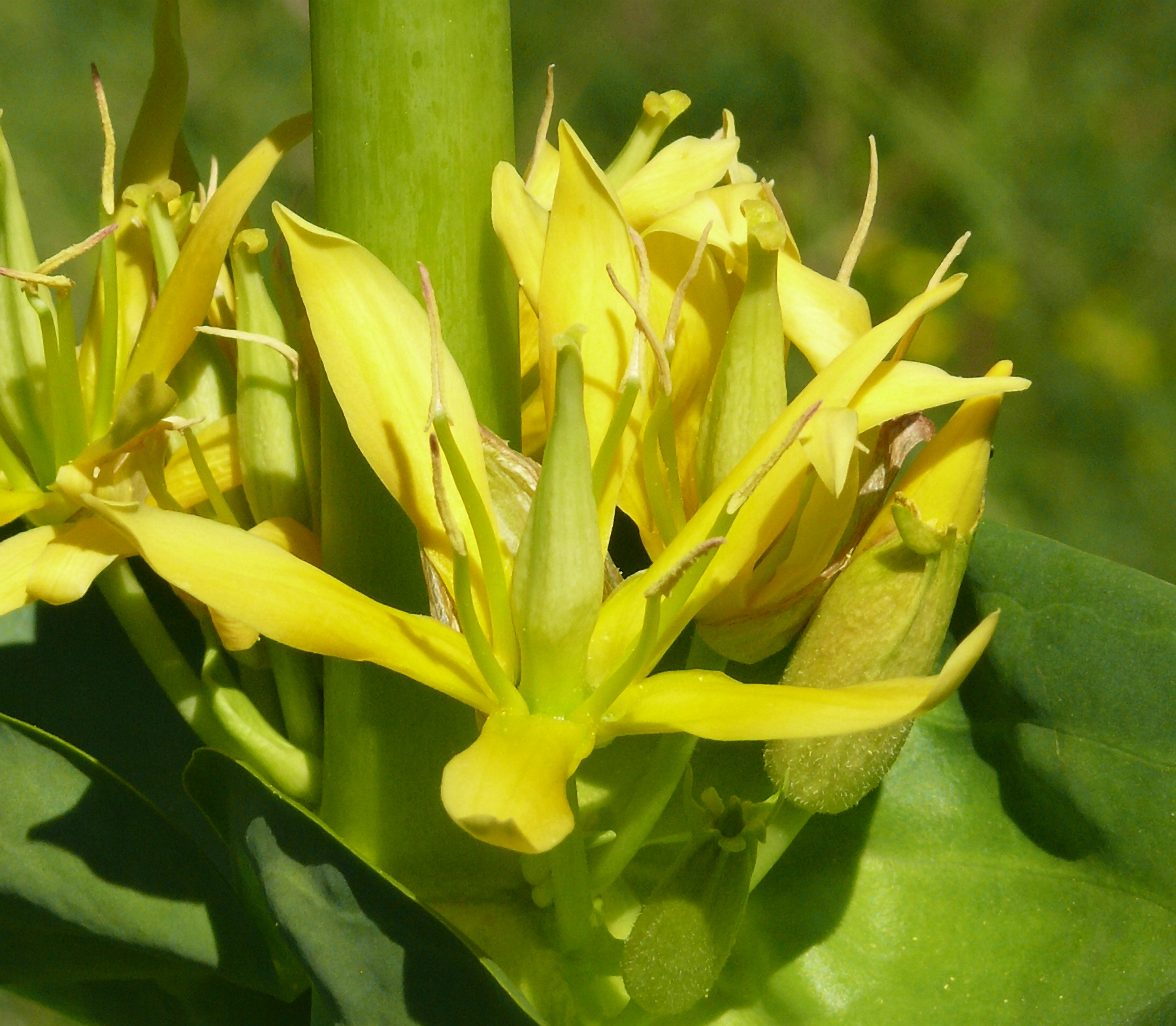
Hořec žlutý – detail květu
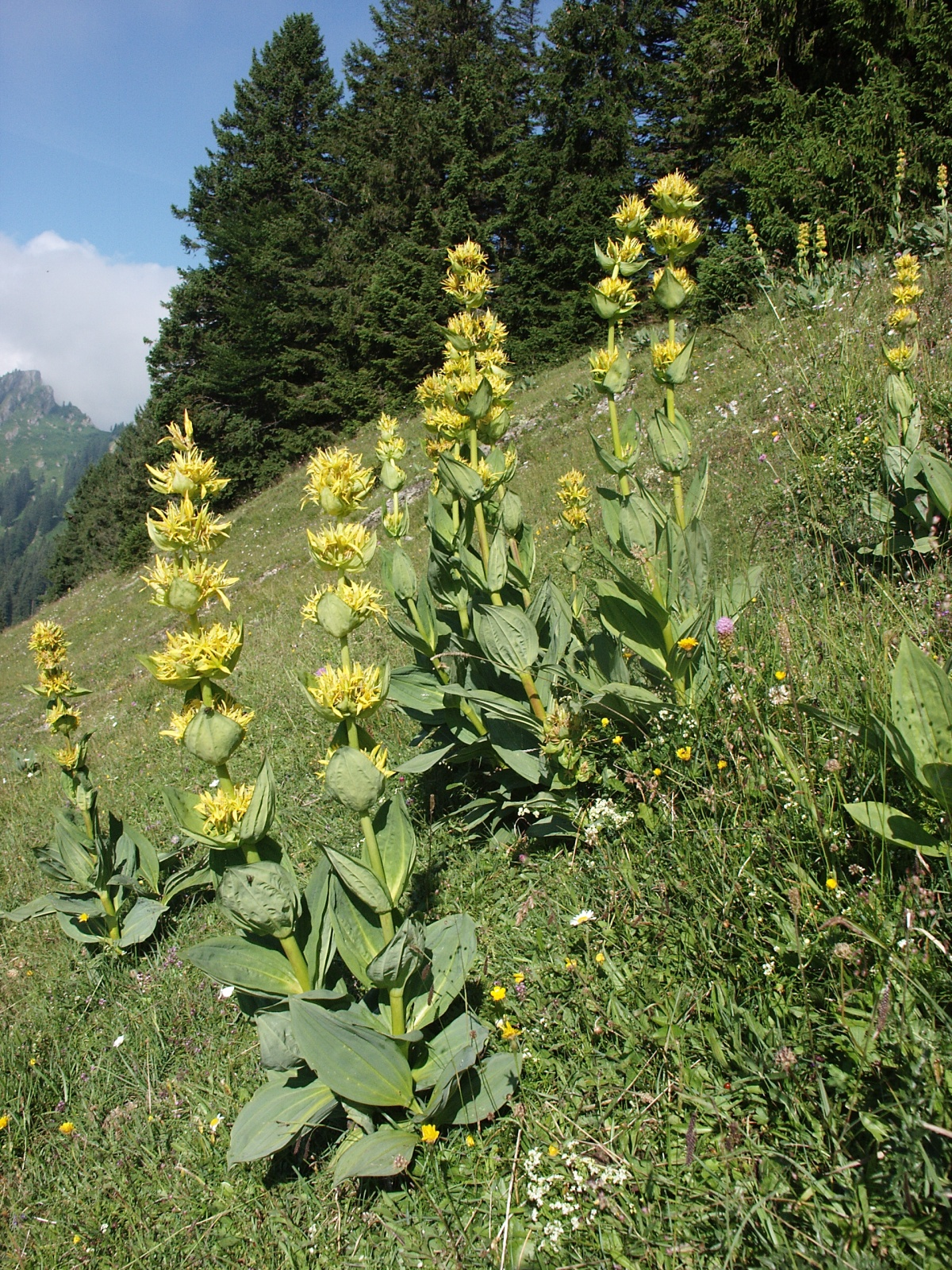
Hořec žlutý na přirozeném stanovišti
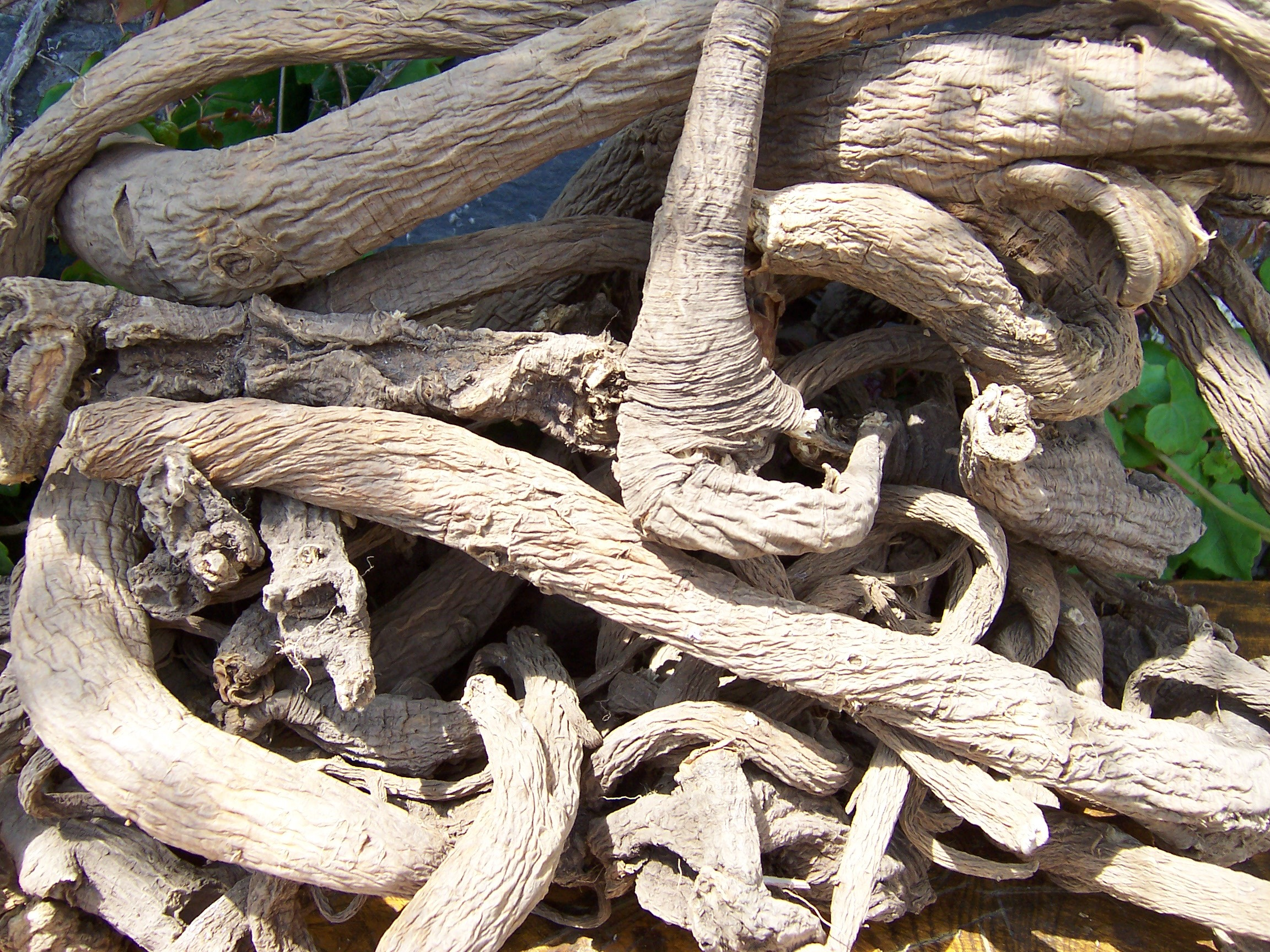
Sušené kořeny hořce žlutého